# Tầng Famenne
| Hệ/ Kỷ                                | Thống/ Thế   | Bậc/ Kỳ                          | Tuổi (Ma) | Tuổi (Ma) |
| ------------------------------------- | ------------ | -------------------------------- | --------- | --------- |
| Than Đá                               | Mississippi  | Tournai                          | trẻ hơn   | trẻ hơn   |
| Devon                                 | Thượng/ Muộn | Famenne                          | 358.9     | 372.2     |
| Devon                                 | Thượng/ Muộn | Frasne                           | 372.2     | 382.7     |
| Devon                                 | Giữa         | Givet                            | 382.7     | 387.7     |
| Devon                                 | Giữa         | Eifel                            | 387.7     | 393.3     |
| Devon                                 | Hạ/ Sớm      | Ems                              | 393.3     | 407.6     |
| Devon                                 | Hạ/ Sớm      | Praha                            | 407.6     | 410.8     |
| Devon                                 | Hạ/ Sớm      | Lochkov                          | 410.8     | 419.2     |
| Silur                                 | Pridoli      | không xác định tầng động vật nào | già hơn   | già hơn   |
| Phân chia kỷ Devon theo ICS năm 2017. |              |                                  |           |           |

Tầng Famenne là một trong hai tầng động vật thuộc thế Devon muộn. Nó kéo dài từ khoảng 374,5 ± 2,6 triệu năm trước (Ma) tới 359,2 ± 2,5 Ma. Tầng trước nó là tầng Frasne và tầng tiếp theo nó là tầng Tournai của kỷ Than Đá. Tên gọi của tầng này do André Dumont đặt năm 1855 theo khu vực Famenne ở miền đông Bỉ. GSSP chính thức của ICS cho tầng này nằm tại mỏ đá Coumiac thuộc dãy núi Montagne Noire ở tây nam Pháp.
Mốc đánh dấu sự bắt đầu của tầng này là sự phổ biến của loài động vật răng nón có danh pháp Palmatolepis triangularis hay sự kiện tuyệt chủng Thượng Kellwasser của tất cả các loài trong các chi Ancyrodella, Ozarkodina cũng như sự tuyệt chủng phần lớn các loài trong các chi Palmatolepis, Polygnathus, Ancyrognathus hoặc trùng khớp với sự xuất hiện lần đầu tiên của loài lăng cúc thạch có danh pháp Phoenixites frechi.
Mốc kết thúc của tầng này là sự xuất hiện lần đầu tiên của động vật răng nón với danh pháp Siphonodella sulcata.
Tại Bắc Mỹ, thay thế cho tầng Famenne là Chautauquan, Canadaway, Conneaut, Conneautan, Conewango và Conewangan.
Trong thời gian diễn ra của tầng này những động vật bốn chân đầu tiên đã xuất hiện. Trong lòng biển, nhóm chính mới lạ của các động vật chân đầu thuộc phân lớp Cúc đá (Ammonoidea), được gọi chung theo tên khoa học là Clymeniina đã xuất hiện, trải qua sự đa dạng lớn và lan tỏa khắp thế giới, và sau đó đột ngột rơi vào tình trạng tuyệt chủng.
Sự bắt đầu của tầng Famenne được đánh dấu bằng sự kiện tuyệt chủng lớn, và kết thúc với sự kiện tuyệt chủng nhỏ hơn nhưng vẫn là rất mãnh liệt.